# Барретт, Эми Кони
Эми Кони Барретт (англ. Amy Coney Barrett; род. 28 января 1972, Новый Орлеан, штат Луизиана) — американский юрист, член Верховного суда США. С 2017 по 2020 годы была судьёй в Апелляционном суде седьмого округа.

## Биография
В 1990 году окончила Доминиканскую среднюю школу Св. Марии в Новом Орлеане. В 1994 году получила степень бакалавра искусств в Роудс-колледже, входила в состав общества Phi Beta Kappa. В 1997 году Барретт окончила со степенью доктора Школу права Университета Нотр-Дам, была исполнительным редактором Notre Dame Law Review.
Работала помощником судьи Лоуренса Силбермана в Апелляционном суде США по округу Колумбия, с 1998 по 1999 год — помощник судьи Верховного суда США Антонина Скалиа. С 1999 по 2002 год — в юридической фирме Miller, Cassidy, Larroca & Lewin в Вашингтоне.
В 2002 году она начала преподавать в Школе права Университета Нотр-Дам, с 2010 года — профессор права.
Ранее Барретт состояла в консервативной организации «Общество федералистов», однако вскоре после назначения на должность судьи была включена в Американский институт права.
Являлась одним из основных кандидатов на выдвижение в Верховный суд США после смерти 18 сентября 2020 года судьи Рут Гинзбург. 26 сентября президент США Дональд Трамп выдвинул кандидатуру Эми Барретт в Верховный суд США. 26 октября Сенат США утвердил кандидатуру Барретт 52 голосами против 48 (её поддержали все республиканцы, кроме Сьюзан Коллинз). Все демократы Сената проголосовали против утверждения Барретт; она стала первым за полтора века кандидатом в Верховный суд, утверждённым без единого голоса от партии сенатского меньшинства.
Муж — помощник прокурора Соединённых Штатов Северного округа штата Индиана Джесси М. Барретт. У них семеро детей: пятеро своих и два усыновлённых темнокожих ребёнка.